# Транспорт на Мальдивах
Транспорт на Мальдивах представлен в первую очередь морским и авиационным сообщением, что связано с географией: Мальдивская республика расположена на нескольких атоллах и имеет площадь суши менее 300 км² и население менее 400 тысяч человек. По этим причинам в республике отсутствует железнодорожный транспорт. Также фактически отсутствует общественный транспорт.

## Автомобильный транспорт
Общая протяжённость автомобильных дорог на 2013 год составляла 88 км, из них 60 км приходилось на столицу страны Мале, расположенную на островах Мале и Вилингиле. Два других региона, имеющие собственные автодороги, — Адду и Лааму. Основное покрытие дорог — уплотнённый коралл. По данным Всемирного банка за 2009 год, обеспеченность мальдивцев автомобилями составляла 24 на 1000 человек, из них половина предназначалась для перевозки пассажиров.

## Воздушный транспорт
Мальдивы по состоянию на 2013 год располагали девятью аэропортами. Аэропорты с бетонным покрытием — международный аэропорт имени Ибрагима Насира, расположенный на острове Хулуле рядом со столицей страны и международный аэропорт Ган, расположенный на одноимённом острове атолла Адду в 478 км от Мале.
Национальный авиаперевозчик — Maldivian, дочернее предприятие государственной транспортной компании Island Aviation Services. C 1976 по 2000 годы национальным авиаперевозчиком была компания Air Maldives, закрытая в связи с банкротством.
По данным Всемирного банка за 2010 год, мировые авиакомпании осуществили более 5000 вылетов на Мальдивы, перевезли почти 80 тыс. пассажиров, грузовой товарооборот составил 310 тыс. тоннокилометров.
Внутреннее сообщение, помимо аэропортов, осуществляется гидросамолётами, которые предоставляет компания Trans Maldivian Airways и частные владельцы.

## Водный транспорт
Единственный морской порт находится в столице страны Мале. Мальдивы по состоянию на 2010 год располагали флотом из 18 судов водоизмещением более 1000 т, в том числе:
- 1 балкер;
- 14 сухогрузов;
- 1 танкер;
- 2 рефрижератора.

4 судна, принадлежащие мальдивским компаниям, были зарегистрированы в других странах.
Между островами осуществляется сообщение пассажирскими судами. Основным видом местного транспорта является дони, традиционное многоцелевое судно, в настоящее время усовершенствованное дизельными двигателями. Большие лодки ведис используются для длительных путешествий к отдалённым атоллам.